# ジョーズ
『ジョーズ』（原題：Jaws）は、1975年に公開されたスティーヴン・スピルバーグ監督によるアメリカ合衆国の映画。ピーター・ベンチリーによる1974年の同名小説を原作とし、とある平和な町の海辺で人を襲い出した巨大なホオジロザメの恐怖と、それに立ち向う人を描いた海洋アクション・スリラー作品である。出演はロイ・シャイダー、ロバート・ショウ、リチャード・ドレイファスなど。
『JAWS/ジョーズ』と表記されることもある。なお、タイトルの「Jaws」とは顎の意味である。
初公開されると大成功を収め、音楽や編集でアカデミー賞を始めとするいくつかの賞を受賞。内容や宣伝に至るまでが映画史における分岐点となる作品となり、公開後には続編3作と多くの模倣映画が製作された。また、本作は1977年公開の『スター・ウォーズ』まで世界最高興行成績記録を保持し、日本では1982年の『E.T.』まで最高興行成績記録作品であった。
2001年、「文化的・歴史的・芸術的にきわめて高い価値を持つ」とみなされアメリカ国立フィルム登録簿に登録された。

## ストーリー
アメリカ東海岸に位置する穏やかな町・アミティ島。ある夕暮れ、ビーチパーティに参加していた若い女性クリッシーが1人で薄暗い海に入って泳いでいると、突然何かによって水中に引き込まれ行方不明となる。
翌朝、ニューヨーク市警からアミティに赴任してきて間もない警察署長のマーティン・ブロディは、浜辺にクリッシーの死体の一部が打ち上げられたと連絡を受ける。検死により、サメに襲われた可能性が高いと聞いたブロディは直ちにビーチを閉鎖しようとするが、ボーン市長ら町の有力者たちは町にとって夏の観光収入は大事だと説いて反対。結局、閉鎖はされず、検死報告書も市長の意を受けてボートのスクリュー事故に書き換えられてしまう。その結果、数日後の昼間には大勢の目の前で一人の少年アレックス・キントナーがサメの犠牲となり、人喰いザメの存在が町に知れ渡る。
少年の両親は息子の仇を取るため、サメに3,000ドルの懸賞金を掛けようとする。ブロディは混乱をもたらすとして反対しようとするが、逆にサメの被害を知っていたのに適切な措置を取らなかったとキントナー夫人から責められる。また、地元のプロのサメ・ハンターであるクイントは、懸賞金額が低くサメを舐めていると侮蔑し、10,000ドルでなければ動かないと宣言する。結局、懸賞金に釣られて町の人間のみならず、島外からも素人のハンター達が押し寄せてくる。ブロディは、海洋研究所に依頼してサメの専門家を派遣してもらうように手配し、そこでやってきた若い海洋学者マット・フーパーは、クリッシーの遺体の傷口から、標的はかなり大型のサメだと指摘する。
その中で、ハンターの1人によって2メートルを超える大型のサメが捕らえられる。ボーン市長を始めとして町の住人達は詳しく確かめもせず、このサメが犯人に違いないと言い、1年で最も書き入れ時の独立記念日の祝日には間に合ったことに安堵する。しかし、フーパーは冷静にこれがイタチザメであり、女性を襲ったサメはもっと大きいと指摘する。夜半、ブロディとフーパーはこっそりとイタチザメの腹を捌いて内容物を調べ、人喰いザメでないことを確認する。そして、フーパーの調査船で2人は海に出て真の標的を探そうとするが、その中でサメ狩りに熱心であった地元漁師ベン・ガードナーの船を発見する。スキューバダイビングスーツを着たフーパーは船を調査し、ホオジロザメの巨大な歯を発見し、これが自分たちが探している人喰いザメだと確信する。ところが、直後に発見したガードナーの死体に驚き、証拠となる歯は落としてしまう。
翌7月4日（独立記念日）。ブロディとフーパーは改めてボーン市長にビーチ閉鎖を求めるが、証拠の歯を無くしたこともあり信じてもらえず、浜辺には地元民やたくさんの観光客が集まる。最初はサメを恐れていた人々は徐々に海へ入り出すが、そこにサメが現れ、再び犠牲者が出る。ブロディはボーン市長にクイントを10,000ドルで雇うことを要請し、今度は市長も自分の息子も浜辺にいて恐怖を感じたことなどを挙げて要請を認める。依頼を受けたクイントは、ブロディとフーパーも同船することを渋々認めつつ、あくまで自分が船長で、サメ狩りのプロであり、自分の命令は絶対に聞くように言い、横柄な態度を取る。
クイントが所有するオルカ号で海に出た3人であったが、クイントは終始フーパーを若造と言い放って軽んじ、フーパーもまたクイントに反発するなど、3人の関係は険悪なものとなる。やがて3人の想定を超えた、体長25フィート（約7.6メートル）、重さ3トンはあろう巨大なサメが海上に顔を出す。クイントはブイ代わりの樽がロープで結ばれたスピアガン（弾ではなく銛を発射する銃）を撃ち込むも急所を外し、巨大ザメの方も銛を打ち込まれたままその異様な怪力と体力で樽ごと海中に沈み、逃げ切る。
夜。3人は船内で酒を飲みながら互いの傷を見せ合い打ち解ける。その中でクイントは自分が第二次世界大戦末期に沈没した軍艦インディアナポリスの生き残りであり、海に投げ出された同僚たちが集まってきたサメ達に喰われ殺されていった過去を打ち明ける。すると、密かに戻ってきていたサメが船体に激しく体当たりを始める。船底から浸水する中でサメとの攻防戦が始まり、エンジンルームに被害が出る。未だ樽がサメに付いたままであることを確認した3人はそれを目印に銃器で応戦するが、再びサメはどこかへと消えてしまう。
夜が明けると再びサメがやってくる。ブロディは沿岸警備隊に無線で救助を求めようとするが、サメとの勝負に拘るクイントは無線を破壊してしまう。サメとの攻防は一進一退であり、クイントがスピアガンでさらに樽の付いた銛を撃ち込んだり、ブロディが拳銃でサメにダメージを与えるものの、その異様な怪力と体力に3人は翻弄される。船尾にロープで固定してサメをそのまま曳航しようとする策も、サメの怪力の前に逆に船が危うくなり逃してしまう。クイントはサメを浅瀬に誘導する策を取り、サメが船を追う形となるが、浅瀬に着く前に過負荷で船のエンジンは完全に故障してしまう。
ゆっくりと沈み始めたオルカ号の甲板上で3人は起死回生の策を練る。ダイビングスーツを着たフーパーはサメに耐性のある檻に入って、そこからサメに猛毒のストリキニーネを直接注射して殺そうと試みる。だがサメは檻に体当たりして激しく攻撃し、フーパーは危機に陥るも機転を利かせて檻の格子から脱出し、海底の岩陰に隠れる。一方でブロディ達は急いで檻を引き上げるが、そこにサメが飛び出してきて沈みゆくオルカ号を激しく攻撃し、甲板からズリ落ちたクイントは食い殺されてしまう。サメはさらにブロディにも襲いかかるが、ブロディはとっさにスキューバタンク（空気ボンベ）をサメの口に詰め込み、難を逃れる。甲板は完全に沈み、海上にわずかに突き出たマストに陣取ったブロディを食らうべく、サメは執拗に攻撃を仕掛ける。クイントのライフルを持ったブロディはサメの口内を目掛けて何発も銃弾を撃ち、最後の弾丸がボンベに命中して大爆発を起こし、サメはバラバラになって海底へと沈む。
こうしてサメとの戦いに勝ち、生き残ったブロディのもとにフーパーが海上に浮上し、互いの生存を喜び合う。2人は船の残骸と樽を浮き輪代わりにして、島へと泳いで帰るのであった。

## キャスト
| 役名                   | 俳優                       | 日本語吹替 | 日本語吹替                                                   | 日本語吹替             | 日本語吹替        |
| 役名                   | 俳優                       | 日本テレビ版 | TBS版                                                        | テレビ東京版           | ソフト版          |
| ---------------------- | -------------------------- | --- | ------------------------------------------------------------ | ---------------------- | ----------------- |
| マーティン・ブロディ   | ロイ・シャイダー           | 滝田裕介 | 津嘉山正種                                                   | 羽佐間道夫             | 谷口節            |
| クイント               | ロバート・ショウ           | 北村和夫 | 内海賢二                                                     | 瑳川哲朗               | 内海賢二          |
| マット・フーパー       | リチャード・ドレイファス   | 樋浦勉 | 古川登志夫                                                   | 堀内賢雄               | 堀内賢雄          |
| エレン・ブロディ       | ロレイン・ゲイリー         | 寺田路恵 | 弥永和子                                                     | 高島雅羅               | 佐藤しのぶ        |
| ボーン市長             | マーレイ・ハミルトン       | 細井重之 | 吉水慶                                                       | 坂部文昭               | 佐々木梅治        |
| ベン・メドウズ         | カール・ゴットリーブ       | 加藤正之 | 有本欽隆                                                     | 塩屋浩三               | 石住昭彦          |
| ヘンドリックス         | ジェフリー・クレーマー     | 円谷文彦 | 星野充昭                                                     | 鳥海勝美               | 後藤敦            |
| クリッシー・ワトキンス | スーザン・バックリニー     | 高橋ひろ子 | 井上喜久子                                                   | 豊嶋真千子             | 甲斐田裕子        |
| トム・キャシディ       | ジョナサン・フィレイ       | 小滝進 | 高宮俊介                                                     | 川村拓央               | 武藤正史          |
| 入り江のボートの男     | テッド・グロスマン         | 楠正道 | 坂東尚樹                                                     | 川村拓央               | 赤城進            |
| マイケル・ブロディ     | クリス・レベロ             | 池田真 | 喜田あゆ美                                                   | 亀井芳子               | 木下紗華          |
| ショーン・ブロディ     | ジェイ・メロ               | 中村友和 | 大谷育江                                                     | 津村まこと             | 小平有希          |
| キントナー夫人         | リー・フィエロ             | 渡辺知子 | 台詞なし                                                     | 寺内よりえ             | 矢野裕子          |
| アレックス・キントナー | ジェフリー・ヴォーヒーズ   | |                                                              |                        | 根本圭子          |
| ベン・ガードナー       | クレイグ・キングスベリー   | | 登場シーンカット                                             | 船木真人               | 宝亀克寿          |
| 検死官                 | ロバート・ネビン           | 藤城裕士 | 筈見純                                                       | 仲野裕                 | 宝亀克寿          |
| TVレポーター           | ピーター・ベンチリー       | 小島敏彦 | 登場シーンカット                                             | 登場シーンカット       | 田原アルノ        |
| 以下はノンクレジット   |                            | |                                                              |                        |                   |
| デンハーダー           | エドワード・チャーマーズ   | | 登場シーンカット                                             | 登場シーンカット       | 田原アルノ        |
| チャーリー             | ロバート・チェンバース     | | 登場シーンカット                                             | 登場シーンカット       | 石波義人          |
| タフト氏               | フィル・マレー             | 平林尚三 | 筈見純                                                       |                        | 中嶋聡彦          |
| タフト夫人             | ジェーン・コートニー       | 中島喜美栄 | 竹口安芸子                                                   | 重松朋                 | 寺内よりえ        |
| ポリー                 | ペギー・スコット           | 斉藤昌 | 磯辺万沙子                                                   | 竹口安芸子             | 矢野裕子          |
| 海水浴場の監視員       | スティーブン・スピルバーグ | | 真地勇志                                                     |                        |                   |
| 不明 その他            | N/A                        | 林一夫 石森達幸 杉元直樹 北村弘一 相見陽子 岩川繁美 嶋俊介 松岡文雄 亀井三郎 田中幸四郎 田原アルノ 大久保正信 菊池英博 金丸祐一 土方博一 佐久間あい | 塚田正昭 星野充昭 沢木郁也 津田英三 高乃麗 安永沙都子 西宏子 | 青山穣 羽切祥 駒谷昌男 | 加納千秋 駒谷昌男 |

- 日本テレビ版: 初回放送1981年9月30日『水曜ロードショー』※正味約120分
  - 2017年発売の「ジョーズ ユニバーサル思い出の復刻版 ブルーレイ」に収録[8]。
- TBS版: 初回放送1991年7月24日『水曜ロードショー』※正味約95分
  - dTVでは、吹き替えの存在しない箇所をカットした上で配信されている。
- テレビ東京版: 初回放送2004年5月13日『木曜洋画劇場』
  - 放送時のプロデューサーによる「羽佐間さんのロイ・シャイダーが聴いてみたい」との思いを機に製作された[9]。
- ソフト版: 2005年8月26日発売のDVD「ジョーズ 30th アニバーサリースペシャル・エディション」に初収録。

### 地上波放送履歴
| 回数   | テレビ局   | 番組名             | 放送日         | 吹替版       | 備考                                |
| ------ | ---------- | ------------------ | -------------- | ------------ | ----------------------------------- |
| 初回   | 日本テレビ | 水曜ロードショー   | 1981年9月30日  | 日本テレビ版 | 地上波初放送                        |
| 2回目  | テレビ朝日 | 日曜洋画劇場       | 1984年4月8日   | 日本テレビ版 |                                     |
| 3回目  | 日本テレビ | 金曜ロードショー   | 1986年1月3日   | 日本テレビ版 |                                     |
| 4回目  | 日本テレビ | 金曜ロードショー   | 1989年11月3日  | 日本テレビ版 | 「スピルバーグ傑作選」              |
| 5回目  | TBS        | 水曜ロードショー   | 1991年7月24日  | TBS版        |                                     |
| 6回目  | 日本テレビ | 金曜ロードショー   | 1993年4月30日  | 日本テレビ版 |                                     |
| 7回目  | フジテレビ | ゴールデン洋画劇場 | 1996年8月31日  | TBS版        |                                     |
| 8回目  | 日本テレビ | 金曜ロードショー   | 1998年8月14日  | TBS版        |                                     |
| 9回目  | 日本テレビ | 金曜ロードショー   | 2001年7月27日  | TBS版        |                                     |
| 10回目 | テレビ朝日 | 日曜洋画劇場       | 2003年7月27日  | TBS版        |                                     |
| 11回目 | テレビ東京 | 木曜洋画劇場       | 2004年5月13日  | テレビ東京版 |                                     |
| 12回目 | テレビ東京 | 木曜洋画劇場       | 2007年7月5日   | テレビ東京版 | 放送2000回記念企画の第1弾として放送 |
| 13回目 | テレビ東京 | 午後のロードショー | 2009年5月19日  | テレビ東京版 |                                     |
| 14回目 | テレビ東京 | 午後のロードショー | 2016年11月21日 | テレビ東京版 |                                     |
| 15回目 | テレビ東京 | 午後のロードショー | 2021年4月30日  | テレビ東京版 |                                     |
| 16回目 | フジテレビ |                    | 2022年7月26日  | ソフト版     |                                     |
| 17回目 | テレビ東京 | 午後のロードショー | 2024年9月9日   | テレビ東京版 |                                     |

## スタッフ
- 製作: デイヴィッド・ブラウン、リチャード・D・ザナック
- 監督: スティーヴン・スピルバーグ
- 原作: ピーター・ベンチリー
- 脚色: ピーター・ベンチリー、カール・ゴッドリーブ（英語版）
- 撮影: ビル・バトラー
- 美術: ジョセフ・アルヴズ（英語版）
- 編集: ヴァーナ・フィールズ
- 音楽: ジョン・ウィリアムズ
- ポスターデザイン: ロジャー・カステル（英語版）
- 提供: ユニバーサル・ピクチャーズ、ザナック＝ブラウン・プロダクションズ（英語版）

### 日本語版
- 字幕（劇場公開）: 高瀬鎮夫
- 字幕（ソフト）: 飯嶋永昭

| 吹き替え       | 日本テレビ版 | TBS版        | テレビ東京版               | ソフト版          |
| -------------- | ------------ | ------------ | -------------------------- | ----------------- |
| 演出           | 中野寛次     | 福永莞爾     | 小林守夫                   | 高橋剛            |
| 翻訳           | 飯嶋永昭     | 木原たけし   | 小寺陽子                   | 伊原奈津子        |
| 調整           | 前田仁信     | 金谷和美     | 阿部直子                   | 山本洋平          |
| 効果           | PAG          | リレーション | リレーション               | N/A               |
| 担当           |              |              | 河村常平 春田由佳          | 三澤綾子 横山きむ |
| 配給           | 日本MCA      |              | ムービーテレビジョン       |                   |
| プロデューサー |              | 上田正人     | 久保一郎 渡邉一仁 寺原洋平 |                   |
| 制作           | 東北新社     | 東北新社     | 東北新社                   | ACクリエイト      |
| 制作           | 日本テレビ   | TBS          | テレビ東京                 | U・P・J           |

## 製作

### 企画
ユニバーサル・ピクチャーズのプロデューサーであったリチャード・D・ザナックとデイヴィッド・ブラウンは、ブラウンの妻ヘレン・ガーリー・ブラウンが編集長を務めていた雑誌『COSMOPOLITAN』で、まだ出版前であったピーター・ベンチリーの小説『ジョーズ』のことを偶然にも知った。そこには詳細なプロットが書かれ、最後は担当者による「良い映画になるかもしれない」というコメントで締めくくられていた。2人は一晩かけてこの本を読み、翌朝には「今まで読んだ本の中で最も刺激的なもの」として、構想未定のまま、とにかく映画化したいという考えに至ったため、出版前年の1973年に約17万5000ドルで映画化権を購入した。ブラウンは後に「もし自分たちが（本をこの時）2回読んでいたら、特定のシークエンスの映像化の難しさを理解し、映画化はしなかっただろう」と語っている。
ザナックとブラウンは当初、『老人と海』（1958年）など海洋冒険映画を手掛けたベテランのジョン・スタージェスに監督を依頼することを検討していたが、結局、前年に『男の出発』で監督デビューしたばかりのディック・リチャーズに正式にオファーを出した。だが、リチャーズがサメをクジラと呼ぶ癖にザナックとブラウンは苛立ち、すぐ降板させてしまう。一方、このプロジェクトに非常に興味を持っていたのがスティーヴン・スピルバーグであった。当時26歳のスピルバーグは、ザナックとブラウンがプロデュースした『続・激突!/カージャック』で初の劇場映画の監督を務めたばかりであり、会議の終わりに原作小説のコピーを見つけ読んだことで、その虜になっていた。リチャーズの離脱後である1973年6月、プロデューサー達はスピルバーグに監督を任せることを正式に契約した。
だが、実際に製作開始前になると、スピルバーグは「トラックとサメの監督」というイメージを持たれることを恐れ『ジョーズ』に消極的になっていた。スピルバーグは、20世紀フォックスが進めていた『ラッキー・レディ』への移籍を希望したが、ユニバーサルは契約に基づいて拒否権を行使。ブラウンは「『ジョーズ』の後にはやりたい映画を何本も作れる」とスピルバーグを説得した。
本作には、350万ドルの予算と55日間の撮影スケジュールが与えられた。主な撮影は1974年5月に開始される予定であり、ユニバーサルとしては主要スタジオと映画俳優組合との契約が切れる6月末までに撮影を終わらせたいと考えていた。

### 脚本
映画化に際し、スピルバーグは原作の基本プロットは維持したいと考えていた一方で、サブプロットの多くはカットした。スピルバーグは「原作で一番好きな部分は最後の120ページに渡るサメ狩りのシーンだ」と公言し、仕事を引き受けた際にもザナックに「第1、2幕は変更してオリジナル脚本をベースにし、第3幕が原作に忠実であれば、この映画をやりたい」と話したという。
ザナックらが映画化権を購入した時、脚本の初期草稿については原作者のベンチリーに依頼することを約束していた。これは全米脚本家組合によるストライキの可能性が高まっていたことを踏まえてものであり、彼は組合員ではなかったからである。ベンチリーは他の脚本家の手が入らない段階で3章に分けた草稿を書き、最終稿をスピルバーグにわたすと「ここまでが私のベストだ」と宣言した。後にベンチリーは、完成作に対する自分の貢献度を「ストーリーラインと海洋ものである点、そして機械類ぐらいだ」と話し、「登場人物たちの性格をどうやって脚本に落とし込めばいいのかよくわからなかった」と述べている。この草稿における原作からの変更点は、エレン・ブロディとマット・フーパーの不倫劇の削除で、これはオルカ号での男たちの友情エピソードを危うくする恐れがある、というスピルバーグからの提案を踏まえたものであった。また、製作中には端役のリポーター役としてベンチリーが出演することが決まった。
ベンチリー脚本の登場人物ではまだ好感が持てないと感じたスピルバーグは、若手の脚本家ジョン・バイラムにリライトを依頼したが断られ、続けてウィリアム・リンクとリチャード・レビンソンもスピルバーグの依頼を断った。こうして他の脚本家探しが行われた中で、最終的にトニー賞とピューリッツァー賞の受賞経験がある劇作家のハワード・サックラーが、クレジットされないリライトのオファーを受けた。この頃、スピルバーグの提案でブロディは水を恐れる設定が追加され、彼は「マサチューセッツに近い穏やかな島の沖合で何かかなり恐ろしいものを見つけるため、都会のジャングルからやってきた」となった。
スピルバーグは、作品を「暗い作風の海での狩猟劇」にしないために「ある程度の軽快さ」を求め、友人のコメディ作家兼俳優であるカール・ゴットリーブにも協力を求めた。スピルバーグは彼に脚本を送り、どう変更点を加えるか、また、出演したい役柄はあるかと尋ねた。ゴットリーブはこれに対し、3ページほどのメモを送り返した上で、政治家とコネがある地元紙の編集者メドウズ役を希望した。そしてオーディションに合格した1週間後にはスピルバーグは彼をプロデューサーに引き合わせ、脚本修正の仕事を依頼した。
ゴットリーブとの脚本に関する契約は当初、台詞のブラッシュアップであり期間も1週間ほどだったが、9週間にわたる主要な撮影期間中にも脚本全体の書き直しを行い、最終的には本作における主脚本家の一人という扱いに変わった。各シーンの脚本は基本的にその撮影の前夜に完成したが、これはゴットリーブがスピルバーグやキャスト、撮影クルーたちとの夕食を共にした後に修正が行われていたためである。多くの会話シーンは、これら食事中の俳優たちの即興劇が基であり、またいくつかは撮影セットの中で作られていった。さらにジョン・ミリアスも台詞のブラッシュアップを担当し、ライターであるマシュー・ロビンスとハル・バーウッドもノンクレジットだったが脚本に貢献している。また、脚本家らにどの程度採用されたかは不明だが、スピルバーグは草稿は自分が作ったと主張。この中で、彼が要求した具体的な変更点の1つは、サメの死因を大量の傷からスキューバタンクの爆発に変更するというものであり、「派手なエンディング」の方が観客の反応が良いと考えたためであった。
ベンチリーは、1964年に漁師のフランク・マンダスがスポーツフィッシングで巨大なサメを捕獲した記事を読んで『ジョーズ』を書いた。ゴットリーブによれば、クイントはこのマンダスをモデルにしており、執筆にあたって読んだ『Sportfishing for Sharks』を参考にしたという。サックラーはクイントの生い立ちとして、第二次世界大戦におけるインディアナポリス遭難事故の生存者である設定を盛り込んだ。その後、インディアナポリスにまつわるクイントの独白を書いた脚本家は誰かという点はかなりの論争となり、スピルバーグはサックラーとミリアス、そしてクイント役で劇作家でもあったロバート・ショウの共同制作だったという表現を用いた。彼によれば、ミリアスはサックラーの「4分の3ページ」のスピーチをモノローグに変え、それをさらにショウが書き直したと明かしている。なお、ゴットリーブはミリアスの功績を軽視し、ショウが一番の功労者であったと称賛している。

### キャスティング
ザナックとブラウンの要望に応じてキャスティングすることとなったスピルバーグだが、大物俳優の起用だけは避けようとしていた。スピルバーグは「やや無名の」俳優を起用することで観客に物語を身近な出来事だと認識させる狙いがあり、逆にもし大物俳優を起用すれば、その代表作のイメージもつきまとい物語を破綻させる恐れがあると懸念したためであった。スピルバーグの狙いとしては「スーパースターはサメになる」というものだった。最初にキャスティングされたのは、エレン・ブロディ役のロレイン・ゲイリーと市長役のマーレイ・ハミルトンであった。スタントウーマンから女優に転身したスーザン・バックリニーは、泳げて裸になることも厭わなかったことで最初の犠牲者であるクリッシーにキャスティングされた。その他、ほとんどの端役は撮影が行われたマーサズ・ヴィニヤード島の住民たちをエキストラして雇ったものであった。ヘンドリックス保安官代理を演じたジェフリー・クレイマーもその一人である。また、2番目の犠牲者となった少年の母親であるキントナー夫人を演じたのも、島の演劇講師であったリー・フィエロだった。
主人公ブロディ役には当初ロバート・デュヴァルがオファーされたが、彼はクイント役にしか興味を示さなかった。チャールトン・ヘストンはブロディ役に興味を示したが、スピルバーグはヘストンだと威厳がありすぎると感じ、最終的にロイ・シャイダーに決まった。シャイダーになった経緯についてスピルバーグは後年、友人宅のパーティで「ソファーへ座りコカ・コーラ片手に」難航するキャスティングで頭を悩ませていたところ、特別面識は無かったシャイダーに声をかけられその悩みを明かしたところ、シャイダーが「自分では駄目か？」と聞いてきたといい、オファーをすると台本も見ずにその場でOKを出してくれた、と語っている。メイキングドキュメンタリーによれば、パーティでスピルバーグが脚本家とサメがボートに飛び乗るシーンの話をしているのを聞いたシャイダーが本作に興味を持ったのがきっかけだったという。こうしてブロディ役にはシャイダーが採用された一方、当初のスピルバーグは彼が『フレンチ・コネクション』で演じたような「タフガイ」となることを懸念していた。
制作開始9日前の時点では、クイントもフーパーもキャスティングはされていなかった。
クイント役については、リー・マーヴィンとスターリング・ヘイドンにオファーが出されていたものの共に断られてしまう。ザナックとブラウンは、この頃『スティング』においてロバート・ショウとの仕事を終えたばかりで、彼をスピルバーグに提案した。ショウ自身は当初、脚本に難色を示しオファーを受けることに消極的であったが、妻で女優のメアリー・ユーアと秘書の両方に促されたことで引き受けることにした。彼は「2人があんなに熱心だったのは『ロシアより愛をこめて』以来だったよ。そして彼女たちは正しかった」と回顧している。またショウは役作りとして、地元の漁師ベン・ガードナーを演じ、ヴィニヤードの漁師かつ農園主で風変わりな人物であったクレイグ・キングスベリーを参考にした。スピルバーグもまたキングスベリーを「私の頭の中にあるクイントの純粋な姿」と評し、彼の発言のいくつかが、ガードナーとクイントのセリフとして脚本に組み込まれることとなった。海上でのクイントの台詞や拘りの一部は、ヴィニヤードの整備士でボート所有者でもあったリン・マーフィーの発言が用いられていた。
フーパー役に、当初スピルバーグはジョン・ヴォイトを望んでおり、ティモシー・ボトムズ、ジョエル・グレイ、ジェフ・ブリッジスも候補に挙がっていた。そんな中で、スピルバーグの友人であるジョージ・ルーカスは、彼が監督した『アメリカン・グラフィティ』に主演したリチャード・ドレイファスを勧めた。当初、ドレイファスは役を受けるつもりはなかったが、出演したばかりの『グラヴィッツおやじの年季奉公』の公開前試写会を観て考えを改めるに至った。ドレイファスはこの映画の出来に失望、このままでは誰も自分を雇わなくなることを恐れ、慌ててスピルバーグに電話しオファーを受ける旨を伝えた。この時点でスピルバーグが思い描いていた映画の内容は原作と大きく異なるために、彼はドレイファスに原作を読まないことをお願いした。こうしてフーパー役の決定と共に、脚本はドレイファスの人物像に合わせる形でリライトされ、ドレイファスを「自分の分身」と捉えたスピルバーグの考えが反映されるような形となった。

### 撮影
1974年5月2日、マサチューセッツ州マーサズ・ヴィニヤード島で撮影が開始された。後にブラウンは「サメの出現が観光ビジネスを破壊してしまうような低中流階級向けの保養地が必要だった」と説明している。他にもマーサズ・ヴィンヤードが選ばれた理由として、周囲の海が海岸から12マイル (19 km)の間、35フィート (11 m)未満の遠浅の砂地の海底であったためであり、陸地が見えないところでも機械式のサメを動かすことが可能だった。スピルバーグは水場のシークエンスにおいて、あたかも泳いでいる人の目線ようにクローズアップしていく撮影がしたかったために、撮影監督のビル・バトラーは潮の満ち引きに関係なくカメラを安定させるためのリグや密閉された水中カメラボックスなど、海洋や水中での撮影を容易にするための新しい機材を考案した。また、スピルバーグは美術部に風景や衣装から赤を避けるように指示し、これによってサメの攻撃時による血が唯一の赤となって、より大きなショックとなるように狙った。

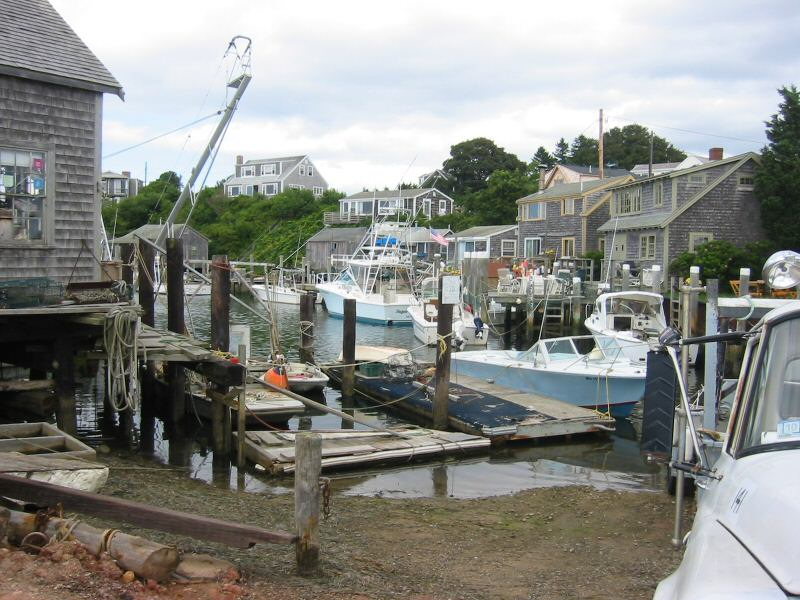
マーサズヴィニヤード島の漁村メネムシャが主なロケ地であった。

当初、プロデューサーたちは本物のホオジロザメを調教して撮影することを検討していたが、すぐに不可能であると判明。フルサイズによる3体の空圧式で稼動するサメの機械模型が製作された。この模型は「ブルース」という愛称でスタッフから呼ばれた。このブルースの内、1体は腹部が無く全身に固定された300フィート（91メートル）のラインで牽引できる「海ぞりサメ」、そして残りの2体はサメの側面の撮影に特化させ、撮影しない側に空圧ホースなどの制御機構が露出している「舞台サメ」であった（左右それぞれ必要なため2体）。
ブルースは、ジョー・アルベスデザインにより、1973年11月から1974年4月にかけてカリフォルニア州サンバレーのRolly Harper's Motion Picture & Equipment Rentalで製作された。これには40人もの特殊効果技術者が参加し、監督には『海底二万哩』の巨大イカ製作で知られていたボブ・マテイが務めた。サメは完成後にトラックで現場へ運ばれた。7月初旬、「舞台サメ」は撮影のため海中に降ろしている最中に落下し、ダイバーチームがそれを海底から引き上げる羽目になった。このモデルは、すべての可動部分を制御するために14人のオペレーターを必要とした。
本作は、海で撮影された最初の大型映画であり、撮影はトラブルに見舞われ大幅に予算を超過してしまった。デイヴィッド・ブラウンは「予算は400万ドルで、撮影に900万ドルを費やした」と述べている。機械のサメの問題だけで、特殊効果の支出が300万ドルに膨れ上がった。不満を持つクルーは映画に「フローズ」（Flaws、"欠陥だらけ"の意）という渾名をつけていた。スピルバーグは、こうした多くの問題の原因を、自分の完璧主義と経験不足にあったとしている。前者は、実際に等身大のサメを使って海で撮影することにこだわったことに象徴されている。「水槽やどこかの保全された湖で撮影することだってできたんだ。ただ、別物になってただろうけどね」と彼は言う。また、経験不足については「基本的に海について世間知らずだった。母なる自然についてはかなり幼稚な認識で、そうした事象を征服できると考えた映画製作者の傲慢さは無鉄砲過ぎた。しかし、私がこの映画を北ハリウッドの水槽でなく大西洋で撮影するように要求した時、それが無謀だと気づくには自分は若すぎた」と語っている。ゴットリーブは「映画を作る以外には何もできなかった」と述べ、だから毎日、皆がオーバーワークだったとし、脚本家である彼は海のセットに毎日立ち会う必要はなかったが、帰ってきたクルーたちは「やつれ、日に焼け、風に吹かれて、海水を被っていた」という。
海上での撮影は難航を極めた。不要なヨットが画面に入ったり、カメラがずぶ濡れになったり、オルカ号が演者を乗せたまま沈み始めたなどのトラブルで撮影スケジュールは遅れていった。悪天候や空圧ホース内への海水の侵入、耐水性不足による破損、皮膚の腐食、電気分解の発生などによってサメの模型の故障が頻発するトラブルにも見舞われた。最初の水性テストの時から、「非吸収性」だったはずのネオプレン素材の発泡体で作られたサメの皮膚は水を吸って膨張したり、海藻の森に絡まってしまうこともしばしばあった。後にスピルバーグは、毎日12時間の作業スケジュールの中で、実際に撮影が出来たのは平均4時間ほどであったと推測している。ゴットリーブは船のプロペラで首を切断しそうになったり、ドレイファスは鉄製の檻の中に閉じ込められそうになり、また俳優たちは頻繁に船酔いしていた。ショウは税務上のトラブルでカナダに逃亡したり、酒浸りになったり、『グラヴィッツおやじの年季奉公』の演技が称賛されていたドレイファスに嫉妬したりしていた。スピルバーグは「良かった日は5つのシーンが撮影できたが、平均的には3つだった。悪い日には1つも撮影できなかった」とし、主要撮影期間中には編集のヴァーナ・フィールズが撮影フィルムをほとんど手にすることがなかったという。
撮影が遅れたことで、いくつか有益なこともあった。脚本は撮影中に洗練されていき、また、サメの機械は頻繁な故障から撮影にあまり使えないが故に、スピルバーグはサメが実際に姿を見せず存在をほのめかすシーンを多用した。冒頭でサメがクリッシーを襲うシーンも、ケーブルでクリッシー役のバックリニーを引っ張り海中に引きずり込まれるようなシーンに撮り直され、スピルバーグは背びれだけを見せるショットも何度も取り入れている。外部条件で抑制せざるを得なかった演出は、結果として映画のサスペンス性を高めたと考えられている。数年後にスピルバーグは「土曜の昼にやっている日本的なホラー映画から、ヒッチコックのような見せないスリラーになった」と自己評価している。別のインタビューでは「サメが動かなかったのは天の恵みだった。おかげで私はレイ・ハリーハウゼンよりアルフレッド・ヒッチコックのようになれた」と語っている。また、「水中のサメが偽物に見えれば見えるほど、私の中の不安は演技の自然さを高めるように働きかけた」と語るほど、巨大ザメを観客に信じさせるために演技が非常に重要となった。
一部の本物のサメの映像は南オーストラリアのデンジャラス・リーフ沖でロン・テイラーと彼の妻ヴァレリーが撮影したものであり、これはミニチュアのサメ檻の中に背の低い俳優を入れることで、巨大なサメであるかのように錯覚させていた。テイラー夫妻の撮影中には、本物のホオジロザメがボートと檻を襲ったことがあった。檻を攻撃する映像はあまりにも衝撃的なものであったため、スピルバーグはこの映像を映画に取り入れることに躍起となった。当時、檻の中には誰もいなかったことを踏まえ脚本は書き直されることとなり、本来は原作通りにサメに殺される予定であったフーパーは檻から脱出させ、後にサメが空の檻を破壊するという内容に変更され、ここにその映像が使用された。製作部長のビル・ギルモアが言うように「オーストラリアのサメが脚本を書き直させ、ドレイファス演じるキャラクターを救った」。
55日間の予定であった主要シーンの撮影は、開始から159日後の1974年10月6日までかかった。スピルバーグはこの長引いた撮影を「映画製作者としてのキャリアは終わったと思った。噂を聞いたんだ…… もう2度とあいつが仕事をすることは無いだろうって。だって、100日もオーバーして映画を撮った奴なんて他にいないから」と振り返っている。サメが爆発するラストシーンにはスピルバーグは立ち会っていないが、これは撮影が終わった瞬間にクルーたちによって海中に投げ込まれると信じていたからであった。これ以来、スピルバーグは映画の最後のシーンの撮影には立ち会わないのが恒例となっている。その後、カルバーシティにあるメトロ・ゴールドウィン・メイヤーの水槽で水中シーンが撮影され、サメが檻を襲うシーンではドレイファスの代役としてスタントマンのディック・ウォーロックとフランク・ジェームズ・スパークスが参加した他、カリフォルニア州サンタカタリナ島付近でも撮影が行われた。サメ狩りまでの最初の3分の2のラフカットを完成させていたフィールズは、一部の素材を手直しして編集を終えたという。ザナックによれば「彼女はスティーブンがコメディ的に構成した部分を恐怖シーンに変えたり、あるいは恐怖シーンとして撮影した場面をコメディに作り変えてしまった」という。「オルカ号」として撮影された船舶はロサンゼルスに移されたために、音響効果チームは船と水中シーンの両方の音を収録することができた。
テスト上映の後に2つのシーンが変更された。観客たちの悲鳴が、シャイダーの「この船じゃ小さすぎる（You're Gonna Need a Bigger Boat）」の気を利かせたセリフに被ってしまったため、セリフ部分はサメが彼の背後に飛び込んだ後に移され、また音声のボリュームも上げられた。また、スピルバーグは貪欲に「もう1つ悲鳴」が必要だと判断したが、ユニバーサルは再撮影の費用を拒絶した。そのため、スピルバーグは自腹で3,000ドルを用意し、フーパーがベン・ガードナーの遺体を発見したシーンを新たに撮影した。水中シーンは、カリフォルニア州エンシノにあるフィールズのプールで撮影され、難破したボート船体の中から見つかるクレイグ・キングスベリーの遺体は、彼の頭をくっつけたラテックス製の模型が用いられた。また、マーサズ・ヴィニヤードの濁った海水を再現するため、プールには粉ミルクが流し込まれ、防水布で覆われた。
2012年に発売されたDVDドキュメンタリー『The Making of Jaws』では、『激突!』でトラックが破壊された時の音をサメの断末魔の咆哮として再利用したことを明かしている。

## 音楽
本作において作曲を手掛けたジョン・ウィリアムズは、アカデミー作曲賞を受賞した。また本作の音楽は、2005年にアメリカン・フィルム・インスティチュートが選出した映画音楽ベスト100の第6位にランク・インしている。
メインの「サメ」のテーマは、2つの音符 (「EとF」とされる場合と「FとF♯」とされる場合がある) が交互に並ぶシンプルなパターンであり、迫りくる危機の代名詞として、サスペンス音楽における代表曲となった。ウィリアムズはこのテーマが「あなたをバラバラにしてしまうだろう、サメがそうするように、本能的で・容赦なく・手のつけられないように」と描写した。この曲を演奏したのはチューバ奏者のトミー・ジョンソンである。この曲は高音域で書かれているにもかかわらず、より適した音域のフレンチ・ホルンを指定しなかったのはなぜか、とジョンソンに尋ねられたウィリアムズは、「もう少し脅迫的」に聞こえるようにしたかったからと述べている。ウィリアムズが最初に自分のアイデアをピアノを使って、2つの音だけを弾いてスピルバーグに聴かせた時、彼は冗談だと思って笑ったと言われている。ジョーズと海賊映画の類似点を見たウィリアムズは、スコアの他のポイントでは「原始的だが、楽しくて愉快なもの」と呼べるような「海賊音楽」を連想させるようにした。速く、パーカッシブな弦楽器の演奏を求めて、クロード・ドビュッシーの『海』や、イーゴリ・ストラヴィンスキーの『春の祭典』のような響きを含んでいる。
本作のテーマは、映画界で最も認知された曲の1つであると一般に評されている。音楽学者のジョセフ・カンチェラーロは、2つの音符の表現がサメの鼓動を模したものという説を挙げている。アレクサンドル・ティルスキーによれば、バーナード・ハーマンが『タクシードライバー』や『北北西に進路を取れ』、また特に『SF巨大生物の島』で作曲したテーマのように人間の呼吸を暗示しているという。彼はまた、スコアの最も強いモチーフは実は「分裂と破裂（the split, the rupture）」である ―クリッシーの死後に劇的にカットされるように―と指摘している。音と静寂の関係は、観客がサメとテーマを関連付けさせるようにも工夫されており、映画のクライマックスではこれを逆用し、音楽によってサメの登場を知らせず、突然サメが現れるという形が用いられる。
後にスピルバーグは、ウィリアムズの音楽がなければ映画の成功は半分だっただろうと言い、ウィリアムズもまた本作が自分のキャリアを飛躍させたものだという。ウィリアムズは以前、スピルバーグのデビュー作である『続・激突!/カージャック』でも音楽を担当し、本作の後もほとんどの作品でスピルバーグ作品の音楽を担った。本作のオリジナル・サウンドトラックは1975年にLPでMCAレコードからリリースされ、1992年にはCDでリリースされた。これにはウィリアムズがアルバムのために編曲した約30分の音楽も含まれていた。2000年には2つのバージョンでリリースがなされた。デッカ・レコード（ユニバーサル）は25周年記念DVDの発売に合わせて、51分に渡るオリジナルの全曲を収録したサウンドトラックを復刻した。ヴァレーズ・サラバンド・レコーズのバージョンは、ジョエル・マクニーリーが指揮したスコットランドのロイヤル・スコティッシュ管弦楽団の演奏によるものを再録音したものであった。

## 論題

### 参考にされた先駆者
ハーマン・メルヴィルの『白鯨』は、最も注目すべき『ジョーズ』の前身となる作品である。クイントの性格は、マッコウクジラ漁に人生を捧げるピークォド号のエイハブ船長に強く似ている。クイントの独白は、サメに対する同様の執着心を明らかにしており、オルカ号（シャチの意）という名前も、ホオジロザメの唯一の天敵にちなんで名付けられている。原作と初期脚本ではクイントの最期はエイハブの最期と同様に、彼の足に絡んだ銛のロープによって海中に引きずり込まれるというものである。こうした直接的な引用を示すシーンは、クイントが映画版『白鯨』を観ているなど、スピルバーグによるドラフト版の脚本にはあった。しかし『白鯨』のシーンの流用は銀幕スターで、『白鯨』の著作権を保有していたグレゴリー・ペックから許可を得られなかった。ゴットリーブは「ジョーズは……　メルヴィルやヘミングウェイのような巨大な闘争だ」と述べ、アーネスト・ヘミングウェイの『老人と海』との類似点についても言及している。
サメの視点から撮影された水中シーンは1950年代の2つのホラー映画『大アマゾンの半魚人』と『大怪獣出現』の一節と比較される。また、ゴットリーブはサメをどのように描写するか、あるいは描写しないかについてそれと同じ50年代の2つのSF作品に影響を受けたことを明かしている。1つは『遊星よりの物体X』であり、ゴットリーブは「最後のリールでしか怪物を見ることができない素晴らしいホラー映画」と述べている。もう1つは『それは外宇宙からやってきた』であり、「怪物は常に画面外におり、それゆえにサスペンスに仕上げっていた」と言う。こうした先例はスピルバーグとゴットリーブが「サメ自体ではなく、サメの『効果』を見せることに集中する」のに役立った。トーマス・シャッツなどの学者は、『ジョーズ』が本来はアクション・スリラー映画であるにもかかわらず、様々なジャンルを融合させていると説明している。大部分はホラー映画を参照しつつ、自然を基本において怪獣映画の核心を持ち、スラッシャー映画の要素も加えている。後半はオルカ号の乗組員同士の交流を描いたバディ映画であり、サメをほぼ悪魔的な脅威に見立てての描写は怪奇ホラー映画である。イアン・フリーアは本作を水棲怪獣映画と表現し、『キングコング』や『ゴジラ』といった初期の怪獣映画からの影響を見ている。1977年にはチャールズ・デリーも本作を『ゴジラ』と比較している。実際にスピルバーグは、子供の頃に影響を受けた作品として『怪獣王ゴジラ』（1956年）を挙げており、その理由として「ゴジラが実際に存在していると信じさせた」という「天才的な」手法に言及している。
ニール・シンヤードなどの批評家は、ヘンリック・イプセンの戯曲『民衆の敵』との類似性を述べている。ゴットリーブは、彼とスピルバーグが本作のことを「モビィ・ディックが民衆の敵と出会う」と呼んでいたと述べている。『民衆の敵』は、温泉が湧いた海辺の町において、観光資源にしようとする住民たちと対峙する、源泉が汚染されていることに気がついた医師を主人公としている。医者は住民たちに危険性を説明しようとするが、職を失い、迫害を受ける。このプロットは『ジョーズ』において、町の観光業にダメージのあるサメの存在を認めることを拒絶する市長とブロディの対立を彷彿とさせる。そして昼間の衆人環視の中で再びサメの襲撃が発生した時、ブロディの主張が認められる。シンヤードは本作を「ウォーターゲートとイプセンの演劇を完璧に組み合わせた」と評している。

### 学術評論
『ジョーズ』は学術評論家からも注目を集めた。スティーブン・ヒースは、映画のイデオロギー的側面に関して、当時のウォーターゲート事件に関連付けている。彼は、「映画には（いたとしても一瞬だけで）一人の黒人も女性もおらず」、ブロディを「白人男性の中産階級」の代表とし、「恐怖と良識から生まれた平凡な男のヒロイズム」が公の秩序を回復する物語だとして批判する。一方でヒースはイデオロギー的な内容分析を超えて、本作を「映画の楽しさ、それによって業界の永続性がもたらされる（これがジョーズの意味の一つである最も収益性の高い映画である理由）」から、売れる「工業製品」としての映画のシグナル例として考察する。
アンドリュー・ブリットンは、本作を原作にあったウォーターゲート事件後のシニシズムと対比させ、原作からの改変点（フーパーの生存、サメの派手な爆死）が「共同体の悪魔祓いであり、イデオロギーの信頼を回復するための儀式」となっていることを示唆する。彼は悪そのものの破滅を示すサメの滅びへの大衆の歓喜を抜きには、この映画の経験は「考えられない」ものであると言う。彼の見解ではブロディは「一人の正義に立った人間の個人的な行動が、社会変革のために実行可能な源になる」ことを実証するのに役立っているとする。ピーター・ビスキンドは、この映画が、サメ以外の唯一の悪役が悪徳市長である限り、政治と政治家に関するウォーターゲート事件後のシニシズムを維持していると主張している。それでも彼は、この時代のアメリカン・ニューシネマの映画製作者たちがよく採用していた物語の形式（「私たち VS 彼ら」や「流行りのカウンターカルチャー VS "The Man" （権力者や当局を意味する俗語）」）とは異なり、『ジョーズ』では主人公たちが権力者と戦うのではなく、社会的あるいは経済的地位に関係なくすべての人々を標的とする脅威と戦うことになっていると指摘している。
また、ブリットンは、映画がアミティ島での階級闘争という原作のテーマを避けていると指摘するのに対し、ビスキンドは映画の中で描かれる階級区分に重要な意味を見出している。「権威は回復しなければならない」と彼は書くが、「しかしクイントの言葉ではない」。船乗りの「労働者階級のたくましさと中産階級の独立心は、異質でギョッとさせる…… 不合理で制御不能だ」。一方でフーパーは「経験よりも科学技術（テクノロジー）を連想させ、また自ら生み出したものではない相続した財産を持つ」。クイントほどではないにせよ、彼は決定的なアクションから疎外されている。ブリットンはこの映画を「子供たちの脆弱性と、子供たちを保護し、またその必要性」に関心があると見なし、それが「家族生活に関する至高の価値についての広範的な感覚。すなわちイデオロギーの安定性と文化の継続性の価値」を生み出すのに役立っていると言う。
フレドリック・ジェイムソンの分析においてはサメの多義性を強調し、それがどのように読み取ることができ、またまたどのように読み取られてきたのか　―共産主義や第三世界のような異質な脅威の象徴が現代アメリカでの生活の非現実性や空虚な試みに関する憂懼と親和性を見せることから死の認識を消毒や抑圧しているということまで―　を論述する。彼はその象徴的な機能は、まさに「本質的には社会的・歴史的な不安であるものを、一見すると「自然」なものに折り畳み、生物学的存在と他の物との対立のように見せて再構築することを可能性にしているという点で、深くイデオロギー的な多義性を内包していること」にあると主張する。彼はブロディとフーパーの友情を「法と秩序の力と、多国籍企業という新しいテクノクラートとの間の同盟を示す寓話……　観る者たちは、そこから自分が除外されていると理解せずに喜んでいる」と説き、クイントの終焉（demise）に古く大衆主義的なニューディール・アメリカの象徴的な転覆を見出す。
ニール・ガブラーは本作を、障害を解決するために3つの異なるアプローチがあることを示しているという。すなわち、科学（フーパー）、精神論（クイント）、そして一般人（ブロディ）である。この中で成功したものは最後のものであり、それがこの映画が支持されている理由だと結論づけている。

### 映画神経症の発症事例
映画の上映期間中、17歳女性の観客が映画神経症を発症させたと言われている（この一例のみ）。映画神経症とは、映画鑑賞後に精神的な健康障害やあるいは既存の精神的な健康障害を悪化させた症例を指す。症状は最初に睡眠障害や不安症として現れたが、ある日から患者は「サメ！サメ！」と叫び、痙攣を起こすようになった。
この事例研究により、視聴者にストレス反応を引き起こした本作は1973年の映画『エクソシスト』と並んで医学界で注目されるようになり、後にブライアン・R・ジョンソンの研究において使用され、映画がストレス誘発剤として視聴者にどれほどの影響を与えるかテストを行った。この研究では一般人の一部の集団にストレスが誘発される可能性があることがわかり、『ジョーズ』は特に視聴者にストレス反応を起こさせた。ジョンソンは、サスペンスであれ、ゴア表現であれ、音楽の演出であれ、具体的に何が視聴者のストレス反応を引き起こすかまでは突き止めることができなかったが、1986年のG.スパークスが行った研究では、ジョーズを含む特に暴力的な映画は、観客に最も激しい反応を引き起こさせる傾向があるという。

## 公開

### マーケティング
ユニバーサルは『ジョーズ』のマーケティングに180万ドルを費やし、前例のない70万ドルを掛けた全国テレビのCMも行った。この大々的なメディア・キャンペーンは、1975年6月18日から映画公開日の2日後まで、ネットワーク放送において毎晩ゴールデンタイムに30秒の広告を24回ほど流すというものであった。映画業界の専門家であるシアーレ・コッホバーグによれば、ユニバーサルによる、この映画のマーケティングは「非常に革新的な計画を発案し、実施した」という。最も初期の段階では1974年10月時点において、ザナック、ブラウン、ベンチリーが、テレビやラジオのトークショーに出演し、小説の文庫版や公開予定の映画についての宣伝を行った。映画スタジオと出版社バンタムは、ペーパーバック版と映画の広告に共通のタイトルロゴを使うことに合意した。共同マーケティング戦略の中心となったのは、ジョン・ウィリアムズの作曲したテーマ曲と、一人きりの女性スイマーに近づくサメを描いたポスターのイメージであった。ポスターはペーパーバック版の表紙がベースになっており、同じアーティストであるバンタム社の社員ロジャー・カステルが起用された。代表のトニー・サイニガーは、「何をやっても怖さが足りなかった」と述べている。サイニガーは最終的に「サメの歯が見えるようにするため、サメの腹から写す形」に決めた。
映画の公開を機に、「サウンドトラックのアルバム、Tシャツ、プラスチック製のタンブラー、メイキング本、原作小説、ビーチタオル、毛布、サメのコスチューム、サメのおもちゃ、ホビーキット、ゲーム、ポスター、サメの歯のネックレス、寝間着、水鉄砲など」など多くの関連グッズも製作された。

### 劇場公開
1975年3月26日にダラスで2回、3月28日にロングビーチで1回の試写会が行われ、この時の映画のラフカットに対する観客の反応は、ベンチリーの原作の成功やユニバーサルのマーケティング戦略の初期段階の成功も相まって映画館オーナーの間で関心を呼び、スタジオは何百もの映画館で『ジョーズ』を同時公開するという計画を促進することになった。4月24日にはハリウッドにて最終試写会が行われ、これは以前の試写会での反応を踏まえてカットの追加や変更が加えられたものであった。ユニバーサル会長のルー・ワッサーマンは上映会への出席後、「この映画は夏の間ずっと公開を続けて欲しい。パームスプリングスの住人たちに、パームスプリングスで見てほしくない。車でハリウッドまで観に来て欲しい」と述べて900館もの劇場で予定されていた初回公開を取りやめるように命じた。とはいえ、公開初週にすでに数百の劇場で予約されていたということは、当時として異例のワイドリリース（一度に多くの劇場で封切る手法）であったことを意味している。当時、ワイドリリースを行うということは、映画の質を疑われるような作品と見なされる余地を含んでいた。つまり、否定的なレビューや口コミの影響を減らすことが目的であり、グラインドハウスやエクスプロイテーション映画といったものでは慣習的に採用されていた。ただ、いくつかの例外もあり、『明日の壁をぶち破れ』の再公開とその続編である『ザ・トライアル・オブ・ビリー・ジャック』や『ダーティハリー』の続編である『ダーティハリー2』、007シリーズの最新作などもあった。それでも当時の一般的な大手スタジオ作品の劇場公開とは、まずいくつかの大都市でプレミア上映が行われ、その際の批評家や観客の反応が良いことを確認した配給会社が、ゆっくりと全国の他の地域にフィルムを送り出すというものであった。1972年の『ゴッドファーザー』の大成功は、同時公開数を引き上げる傾向をもたらしたが、この作品でさえ、公開2週目の週末までは、わずか5館での上映であった。
6月20日、『ジョーズ』は北米464の劇場で上映が始まった。この大規模な公開と画期的な宣伝戦略が組み合ったことで当時において事実上前例のない配給が実現した（この1ヶ月前にコロンビア ピクチャーズは、チャールズ・ブロンソン主演のスリラー映画『ブレイクアウト』で同様のキャンペーンを展開したが、この映画の長期公開の見通しは遥かに暗かった）。ユニバーサルの社長であるシド・シャインバーグは、全国的なマーケティングの費用は、従来のゆっくりとした規模のリリースと比べて、1枚あたりのプリントの代金でより有利に償却できると見込んでいた。この映画の成功を受けて、7月25日には約700館、8月15日には950館以上に上映劇数が拡大された。海外での配給も同様の手法がとられて、イギリスでは12月に100館以上の劇場で公開された。

### 興行成績
『ジョーズ』は409か所の劇場で公開され、公開初週の週末に記録的な700万ドルを達成し、最初の10日間で2111万6354ドルの収益を上げ、制作費を回収してしまった。最初の59日間で954回のプレイデートがあり1億ドルを稼ぎ出した。わずか78日で、それまでの北米の興行収入の最高記録であった『ゴッドファーザー』の8600万ドルを抜き、アメリカにおける劇場公開で最初に1億ドル稼いだ作品となった。
初年度においては最終的に1億2310万ドルの興行収入をもたらした。1976年と1979年夏の劇場での再公開によって、劇場での興行収入は1億3340万ドルに達した。
1975年12月には北米以外での公開も始まり、北米と同様の成績を収めた。シンガポール、ニュージーランド、日本、スペイン、メキシコでは記録を更新した。1976年1月11日、『ジョーズ』は1億3200万ドルの配給収入となり、『ゴッドファーザー』の1億3100万ドルを上回る世界最高興行収入を記録した。1983年に公開されたシリーズ第3作目までには、全世界で2億7000万ドルの興行収入を獲得したとバラエティ誌は報じている。『ジョーズ』は、その2年後に公開された『スター・ウォーズ』まで、歴代最高興行収入を記録していた。『スター・ウォーズ』は公開から6か月で『ジョーズ』を抜いて全米記録を更新し、1978年には世界記録を樹立した。
『ジョーズ』は全世界で4億7200万ドルの興行収入を記録した。インフレ率を考慮した2011年基準では約20億ドルを稼いだ計算になり、スター・ウォーズシリーズに次ぐ成功した映画シリーズであった。アメリカとカナダでは2020年の基準で12億ドルに相当する、2億6100万ドルの興行収入（推定128,078,800枚のチケットの販売に基づく）を記録しており、チケット価格のインフレ率を調整した場合、歴代7位の興行収入記録となる。イギリスでは1975年以降に公開された映画の中で7番目の興行収入を記録しており、2009年 - 2010年の基準で7000万ポンド以上を稼ぎ出し、入場者数は1620万人と推定されている。本作はまたブラジルでも1300万枚のチケット販売を達成し、これは『タイタニック』に次ぐ歴代2位の観客動員数であった。
日本では1976年の正月興行に合わせて公開され人気を博した。同年1月2日の東京丸の内ピカデリーの入場者は6500人を記録。札止めに600人近くの行列ができた。
地上波では、ABC放送が1979年11月4日に初放映した。このアメリカでの初放映は、ニールセン視聴率で39.1％を記録。これは『風と共に去りぬ』に次ぐ歴代2位のテレビ映画視聴記録であり、4番目に高い評価であった。日本では、1981年9月30日に日本テレビ系列の『水曜ロードショー』で初放送され、同枠の最高視聴率である37.7%を記録した。

### 批評家
本作は肯定的な評価を受けた。レビュー集計サイト「Rotten Tomatoes」では87件のレビューを基に98%の支持を獲得している。同サイトの批評コンセンサスでは「よく練り上げられた説得力のあるストーリーテリングと的確な恐怖演出は、スティーヴン・スピルバーグの『ジョーズ』が現代における超大作スリル映画の模範であり続けている証となっている」としている。Metacriticでは、21人の批評家を基に100点満点中87点の加重平均スコアを獲得しており、「普遍的な賞賛」としている。
シカゴ・サンタイムズ紙のロジャー・イーバートは満点の4つ星を与え、「センセーショナルで印象的な映画であり、登場人物たちの成長も描かれているがゆえに、より良い作品に仕上がったホラー・スリラーである」と評した。バラエティ誌のA.D.マーフィーはスピルバーグの監督としての技量を称賛し、またロバート・ショウの演技を「絶対的に素晴らしい」と評している。ザ・ニューヨーカー誌のポーリン・ケイルは「これまでに製作された中で最も陽気でひねくれた恐怖映画だった（中略）初期のウディ・アレンの作品よりも活気があり、もっとたくさんの電気が使われていて、ウディ・アレン的で面白い」と述べている。ニュータイムズ誌のフランク・リッチは「スピルバーグは、最近のほとんどのアメリカの映画製作者からは馬鹿げているほど欠けてしまった才能に恵まれている。この男は実際にスクリーンで物語を語る方法を知っている。『ジョーズ』の中で最も恐ろしいシークエンスのいくつかは、サメを見ることすらできないということが、この監督の才能をよく物語っている」と評した。ジュディス・クリストはニューヨーク・マガジン誌への寄稿で、本作を「最高級の爽快なアドベンチャーエンターテインメント」と表現し、その演技と「並外れた技術的成果」を称賛した。レックス・リードは、「神経を使った」アクションシーンを賞賛し、「大体において、『ジョーズ』はすべての分野が見事に機能している心をつかむホラー映画である」と結論づけた。
ニューヨーク・タイムズのヴィンセント・キャンビーは「サメの犠牲者らに特別な共感（同情）を覚えることはないことは、この映画がどのように機能しているかを示している例と言えるだろう。（中略）最高の映画においては、アクションの観点において登場人物が明らかにされていく。ところが『ジョーズ』のような映画においては、登場人物は単なるアクションの機能に過ぎず（中略）、小道具を動かしたり、必要な情報を伝えたりする舞台の裏方のような存在に過ぎない」と説明する。彼はそれを「ナンセンスによって大きく盛り上がれるようなもの」と表現していた。ロサンゼルス・タイムズ紙のチャールズ・チャンプリンは、映画のPGレーティングを批判し「『ジョーズ』は子供たちが観るものとしてはあまりにも陰惨だし、何歳になっても感傷的な人たちだと胃袋がひっくり返る可能性があるほどだ。（中略）この作品はインパクトのために過剰なものに頼っており、粗雑で搾取的（エクスプロイテーション的）だ。陸上のパートは退屈で、ぎこちない演出とくだらない描き方がなされている」と批評している。ナショナル・ボード・オブ・レビューのマルシア・マギルは、本作を「後半は非常に見る価値がある」と述べる一方で、主人公たちがサメを追いかける前に関しては、「展開の早さのためにしばしば欠点がある」と感じたという。Commentary誌のWilliam S. Pechterは、本作を「既に十分に満足している大食漢のための退屈な食事」や「基本的に操作する類の映画構成」と評した。同様にVillage Voice誌のMolly Haskellは「コンピューターのような精度で動作する恐怖の機械だ。（中略）あなたはショック療法を受けるネズミの感覚を味わうだろう」と述べている。この映画で最も頻繁に批判されたのは、その機械的な敵役の不自然さであった。マギルは「予め行動が決められたサメの本当にインチキなクローズアップがある」と言い、2002年にはオンラインレビューのジェームズ・ベラーディネリが「アニマトロニクスの生物の安っぽさに笑いが止まらなくなるだろう」と評した。レスリー・ハリーウェルの『Film Guide』では以下のように説明される。「純粋にサスペンス性に満ちた恐ろしいシークエンスがあるにもかかわらず、この作品はナレーションが緩慢で、時に平坦な扱いのスリラーが展開され、過剰な台詞回しに、そして最後にはまったく説得力のないモンスターが出てくる」。

### 栄誉
『ジョーズ』はアカデミー賞（第48回）において、作曲賞（ジョン・ウィリアムズ）、録音賞（ロバート・ホイット、ロジャー・ヒーマン、アール・マドリー、ジョン・カーター）、編集賞（ヴァーナ・フィールズ）の3部門を受賞し、作品賞にもノミネートされた（受賞は『カッコーの巣の上で』）。しかし、スピルバーグは監督賞にノミネートすらされなかった事実には大いに憤慨した。ウィリアムズの音楽は、オスカー以外にも、グラミー賞、英国アカデミー賞、ゴールデングローブ賞も受賞した。また、フィールズは、アメリカ映画編集者協会によるエディー賞において、長編映画編集賞を受賞した。
ピープルズ・チョイス・アワードでお気に入りの映画に選ばれた。また、第29回英国アカデミー賞では最優秀作品賞・監督賞・俳優賞（リチャード・ドレイファス）・編集賞・音響賞に、第33回ゴールデングローブ賞では最優秀映画ドラマ賞、監督賞、脚本賞にノミネートされた。スピルバーグは全米監督協会から全米監督協会賞にノミネートされ、全米脚本家協会からはピーター・ベンチリーとカール・ゴットリーブの脚本が脚色ドラマ賞にノミネートされた。
『ジョーズ』は公開されてから何年もの間、映画評論家や業界の専門家から史上最高の映画の一作として頻繁に引用されてきた。アメリカン・フィルム・インスティチュート（AFI）が1998年にまとめた「アメリカ映画ベスト100」では48位であったが、2007年の「10周年エディション」では56位に落ちた。またAFIは、2003年の「悪役トップ50（アメリカ映画100年のヒーローと悪役ベスト100）」ではサメを18位にランクインさせ、2005年の「名セリフベスト100」ではロイ・シャイダーのセリフ「もっとデカい船が必要だ（You're Gonna Need a Bigger Boat）」を35位、同2005年の「映画音楽ベスト100」では6位、そして2002年の「スリルを感じる映画ベスト100」では『サイコ』に次いで本作を第2位とした。
2003年、ニューヨーク・タイムズが選んだ最高の1000本の映画にも含まれた。翌年には、Bravoネットワークの5時間のミニシリーズ「The 100 Scariest Movie Moments」の第1位に選ばれた。シカゴ映画批評家協会は、2006年にこれまで製作された映画の中で6番目に怖い映画に選出した。2008年、『ジョーズ』はエンパイア誌によって歴史上5番目に優れた映画にランクされ、クイントは史上最高の映画キャラクター100人のリストで50位にランクインした。本作は、最高の映画を決めるトップ50または100のランキングの常連であり、レオナルド・モルティン、エンターテインメント・ウィークリー、Film4、ローリング・ストーン、トータル・フィルム、TVガイド、ヴァニティ・フェアなどによって選出されたもので選ばれている。
2001年、米国議会図書館は、画期的なホラー映画および最初の「夏の映画」として認め、本作をアメリカ国立フィルム登録簿に保存することを決定した。2006年、全米脚本家組合は史上最高の脚本の63位に選んだ。2012年に映画編集者組合は、その会員の審査に基づいて、本作を史上8番目に編集が素晴らしい映画として挙げている。
2022年に行われ350人が投票に参加した「夏に見たい映画 人気おすすめランキングベスト156作品 洋画編」では見事3位に輝いた。

## 影響
『ジョーズ』は、新作がゆっくりと劇場展開され時間経過と共に支持を得ていく伝統的なプログレッシブ・リリース（progressive release）ではなく、大量のテレビ広告に裏打ちされた幅広い全国展開のメリットを確立する上で重要な役割を果たした。映画が何千もの劇場で同時公開されるサキュレーション・ブッキング（Saturation booking）や、大規模なメディア展開は今日おいてハリウッドの大手映画スタジオでは当たり前の手法になっている。ピーター・ビスキンドによれば本作は「出版物における批評の重要性が減り、映画がゆっくりと構築されることは事実上不可能となり、観客は単純なクオリティを基に映画を見つけ出す。（中略）『ジョーズ』は企業が持つ大きな利益への欲求をすばやく刺激した。つまり、スタジオはすべての映画が『ジョーズ』であることを望んだ」と言う。学者のトーマス・シャッツは「ハリウッドのヒット作の潜在的な利益を再調整し、市場性のある商品および文化的な現象としての地位を再定義した。この映画はハリウッドの5年間にわたる不況に大きな終止符を打つと共に、ハイコスト、ハイテク、ハイスピードのスリラーの時代を切り開いた」と指摘する。
本作はまた、夏という季節がスタジオ最大の興行収入源である超大作映画（スタジオがブロックバスターになると予想した映画）の公開シーズンであることを確立する上で大きな役割を果たした。それまでの長い間、期待されていたヒット作の多くは冬の時期に配給されるのが一般的だったのに対し、夏は大抵の場合に成績が悪いと想定される映画を廃棄する期間と考えられていた。『スターウォーズ』と共に本作は、（簡単に説明できて興行ができる）「ハイ・コンセプト」な映画を主流とする新しいアメリカ映画のビジネスモデルを確立したと考えられているのと同時に、利益を生む大作映画に注力するために作家主義的な映画が軽視されるといったアメリカン・ニューシネマの時代の終わりの始まりでもあったと考えられている。アメリカン・ニューシネマの時代は映画製作者が大手スタジオのシステムの中で相対的な自治権を得ることによってできたと定義されるが、ビスキンドは「スピルバーグはスタジオが再び自分たちの力を得るためのトロイの木馬であった」と評する。
この映画はより幅広い社会的影響もあった。1960年代に映画『サイコ』が観客にシャワーを新たな不安の源としたように、『ジョーズ』はより多くの観客に対して海に入ることを恐れさせた。1975年にビーチへの入場者数が減少したのは本作が原因だと考えられており、サメの目撃情報が増えた。本作はサメとその行動についてのネガティブなステレオタイプ、いわゆる「ジョーズ効果」を生み出した責任があると今でも考えられており、「サメ釣りトーナメントで大勢の漁師たちが数千匹もの海の捕食者をボートに積み上げた」事態を招いたと思われる。ベンチリーは野生のサメが実際にどのような生態か知っていれば、元の小説は書いてなかっただろうと述べている。保護団体はこの映画のせいで、サメを保護すべきという意見が一般人に納得してもらうのがかなり難しくなったと嘆いている。
1979年のSF映画『エイリアン』の脚本は「宇宙のジョーズ」としてスタジオ幹部に売り込まれたほど、『ジョーズ』はその後の多くのホラー映画の雛形となった。（参照：動物パニック映画）1970年代から1980年代にかけては、『オルカ』（1977年）、『グリズリー』（1976年）、『地獄のジョーズ／'87最後の復讐』（1976年）、『呪われた毒々魚』（1978年）、『アリゲーター』（1980年）、『アニマル大戦争』（1977年）、『タイガーシャーク (1987年の映画)』（1987年）、『悪魔の沼』（1977年）など、人を襲う動物（多くは水棲動物）を題材にした映画が数多く公開された。こうした作品群の中でスピルバーグはジョー・ダンテ監督、ジョン・セイルズ脚本の『ピラニア』（1978年）を「ジョーズのパクリ映画の中で最高の作品」と評価した。『ジョーズ』をベースにした外国のモックバスター（模倣映画）のうち3つはイタリアで製作された。ユニバーサル社の盗作訴訟を引き起こし、一部の国ではジョーズシリーズの1作として公開された『Great White』、『ミステリー・サイエンス・シアター3000』で『デビル・フィッシュ』のタイトルで公開された『死神ジョーズ・戦慄の血しぶき』、そして超自然的な要素を取り入れた『ディープ・ブラッド／復讐のシャーク』である。2009年にはジャパニーズホラーの日本映画として『JAWS IN JAPAN』（アメリカでのタイトルは『Psycho Shark』）が製作された。
リチャード・ドレイファスは、『ピラニア』のリメイクである2010年の映画『ピラニア3D』にカメオ出演した。この中でドレイファスは最初の犠牲者である漁師マット・ボイドを演じている。後にドレイファスは、マット・ボイドは、マット・フーパーのパロディであり、彼の生まれ変わりのようなものだと述べている。例えば、マット・ボイドはラジオで「Show Me the Way to Go Home」という曲を聴くが、これはオルカ号でフーパー、クイント、ブロディが一緒に歌った曲である。
ロケ地となったマーサズ・ヴィニヤード島では2005年に映画の30周年を祝うイベント「ジョーズ・フェスト」を開催し、2012年には第2回目も行った。私的なファンのグループが、当時のキャストや撮影クルーにインタビューを行った長編ドキュメンタリー『The Shark Is StillWorking』を制作した。これはロイ・シャイダーがナレーションを担当し、2006年に亡くなったピーター・ベンチリーに捧げられ、2009年のロサンゼルス・ユナイテッド映画祭で初公開された。

## 家庭用メディア
北米で最初に販売されたレーザーディスク版（DiscoVision）は、1978年にMCAによるものであった。1992年には2回目のレーザーディスク版がリリースされ、その後、1995年にMCA/Universal Home VideoのSignature Collectionから3枚目となる最終版がリリースされた。このバージョンには、削除シーンやアウトテイクといった未公開シーンが含まれており、他にローラン・ブゼロー監督による2時間のメイキングドキュメンタリー、原作『ジョーズ』のコピー、ジョン・ウィリアムズによるサウンドトラックのCDなどが収録された豪華なボックスセットであった。
VHS版は1980年にMCAホームビデオがリリースしたのが最初である。1995年には公開20周年を記念してMCAユニバーサルホームビデオから『メイキング・オブ・レトロスペクティブ』を収録したコレクターズ・エディションが新たに販売された。これは北米で80万本を売り上げた。2000年の公開25周年を記念して販売された最後のVHS版には、ドキュメンタリー、削除シーン、アウトテイク、予告編を収録した付録テープが付属していた。
DVD版が最初に販売されたのは2000年であり、公開25周年を記念しての大々的な宣伝キャンペーンが行われた。このDVDにはスピルバーグ、シャイダー、ドレイファス、ベンチリー、その他のキャストやクルーのインタビューを含む、50分のメイキングドキュメンタリーが収録されていた（これは1995年にレーザーディスク版に収録されていたドキュメンタリーの編集版であった）。その他にも、削除シーン、アウトテイク、予告編、制作写真、絵コンテなどが収録されていた。このDVDはわずか1ヶ月で100万部を出荷した。2005年6月には、マーサズ・ヴィニヤード島で行われたイベント「ジョーズ・フェスト」にて30周年記念版がリリースされた。新しいDVDには2時間に渡るブゼローのドキュメンタリーや、1974年にジョーズの撮影現場で行われたスピルバーグとの未公開インタビューなど、これまでのホームビデオでは見られなかった多くの特典が収録されていた。2012年8月に開催された「第2回ジョーズ・フェスト」では、Blu-ray版がリリースされ、これには『The Shark Is Still Working』を含む、4時間以上の特典が収録されていた。このBlu-ray版は、ユニバーサルの100周年記念の一環でもあり、チャートには4位で登場し、362,000本以上が売れた。2020年6月1日にはUltra HD Blu-ray版も販売された。

## メディア展開

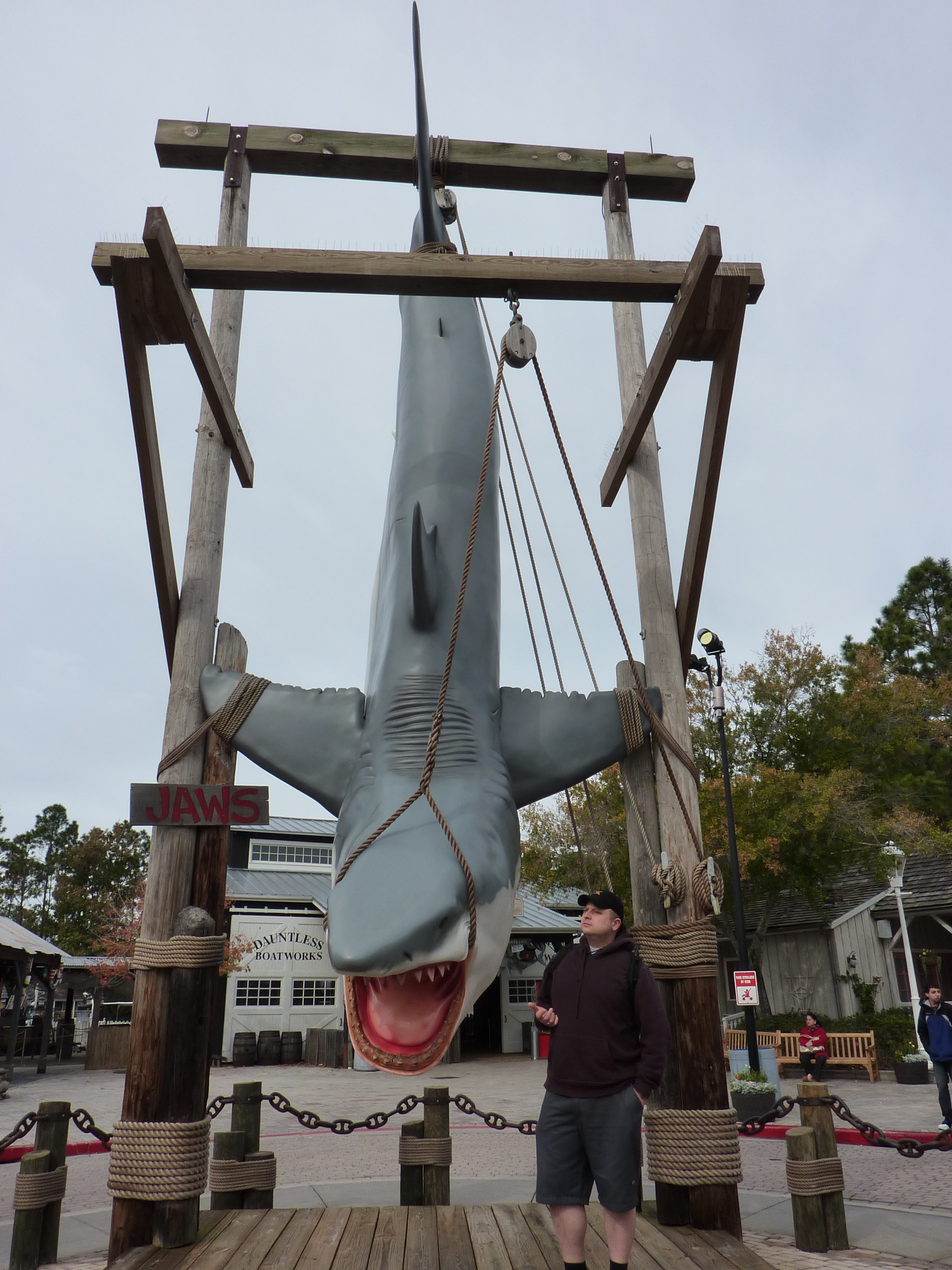
かつてユニバーサル・スタジオ・フロリダにあった本作をテーマとしたアトラクションの入り口。

ユニバーサル・スタジオ・フロリダには1990年の開園当初のアトラクションとして本作をテーマとしたものがあった（詳細は「ジョーズ (アトラクション)」を参照）。後に2001年に開演したユニバーサル・スタジオ・ジャパンにおいても同様のアトラクションが設けられたが、フロリダのものは2012年1月に閉鎖された。ユニバーサル・スタジオ・ハリウッドのアトラクション「スタジオ・ツアー」には、映画のワンシーンをアニマトロニクスで再現したものがある。
本作のミュージカル化は少なくとも2つあった。1つは2004年にミネソタ・フリンジ・フェスティバルで初演された『JAWS The Musical!』であり、もう1つは2006年にトロント・フリンジ・フェスティバルで初演された『Giant Killer Shark: The Musical』である。
本作のゲーム化としては、まず1987年にLJNより販売（開発はアトラス）されたNintendo Entertainment System（海外版ファミリーコンピュータ）の『ジョーズ』がある。その次に2006年にマジェスコ・エンターテインメントより販売されたXbox、PS2、PC向けの『Jaws Unleashed』。また、2011年にはニンテンドー3DSとWiiで同じくマジェスコが販売元となった『Jaws: Ultimate Predator』が販売された。モバイル向けとしてはiPhone版が2010年に出ている。2017年にゲーム開発会社のZen Studiosが、バーチャルピンボールゲーム『Pinball FX 3』のユニバーサル・クラシックスのアドオンパックの一部として、本作をテーマとしたバージョンをリリースしている。
アリストクラットは正式ライセンスを受けて本作をテーマとしたスロットマシンを開発した。日本ではパチンコにおいて、2006年に京楽産業.が正式ライセンスを受けた『CRぱちんこJAWS』をリリースしている。また、2015年には平和が『CR JAWS〜It's a SHARK PANIC〜』をリリースしている。

## 続編
本作の成功を受け、3つの続編が製作された。ただし、いずれも本作以上の成功は収めていない。
- ジョーズ2
- ジョーズ3-D（後に『ジョーズ3』と改題）
- ジョーズ'87 復讐篇

日本では、公開翌年の1976年に製作されたB級映画が『地獄のジョーズ／'87最後の復讐』というタイトルで公開されていた。他にも『ジョーズ’96／虐殺篇』『ジョーズ '98 激流篇』など、シリーズとは無関係な作品が「ジョーズ」の名を冠して公開された。
1989年公開の映画『バック・トゥ・ザ・フューチャー PART2』では、主人公がタイムトラベルした2015年の時代において、スティーブン・スピルバーグ・Jr監督によるジョーズシリーズの第19作目『ジョーズ19』が上映されているというシーンがある。この設定を踏まえて、ユニバーサルは2015年10月5日、実在しない『ジョーズ19』の予告編映像を公開した。